# Mithun Chakraborty
Mithun Chakraborty (Mithun Chôkroborti, nació como Chakraborty Gouranga el 16 de junio de 1950) es un actor de cine indio, cantante, activista social, y empresario, quien ha ganado tres National Film Awards. Hizo su debut como actor con el cine de drama Mrigayaa (1976), por la que ganó su primer Premio Nacional de Cine al Mejor Actor.
Él ganó fanes como estrella de baile y se estableció como uno de los actores más populares de la India, especialmente reconocido por su papel como el bailarín callejero Jimmy en la película de Bollywood, Disco Dancer 1982. También atrajo audiencias de todo el mundo, en particular en la ex Unión Soviética donde se convirtió en un nombre muy conocido por su papel en Disco Dancer. Más tarde ganó dos Premios Nacionales de Cine por las actuaciones en la película bengalí Tahader Katha (1992) y la película hindi Swami Vivekananda (1998).
Chakraborty ha aparecido en cerca de 500 películas incluyendo películas en bengali, oriya y bhojpuri. Es el dueño del Monarch Group, que tiene intereses en el sector de la hostelería y el sector educativo.